# Henri Sabatier
Pour les articles homonymes, voir Sabatier.
 (octobre 2013).
Si vous disposez d'ouvrages ou d'articles de référence ou si vous connaissez des sites web de qualité traitant du thème abordé ici, merci de compléter l'article en donnant les références utiles à sa vérifiabilité et en les liant à la section « Notes et références ».
Henri Sabatier, né le 7 mars 1896 à Montpellier et mort le 21 mai 1986 à Lyon, est un militaire et scientifique français.

## Parcours

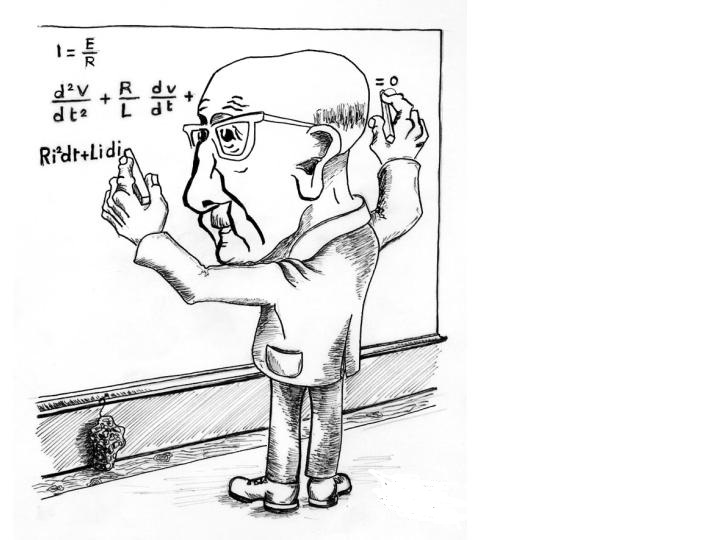
L'ingénieur Général Henri Sabatier.

Henri Sabatier s'engage en 1915 comme volontaire dans l'artillerie.
C'est dans les domaines scientifique et technique que ses travaux sont les plus remarqués, et permettent à de nombreux officiers de l'armée de terre française de bénéficier d'une approche scientifique et technique dans l'élaboration de la tactique militaire.
Diplômé de l’École supérieure d'électricité, licencié es sciences mathématiques, licencié es sciences physiques et licencié es lettres, il est titulaire d'une thèse de doctorat ; une médaille d'or pour « travaux techniques remarquables » et une médaille de la Société de topographie de France lui sont décernées. Il détient un brevet d'invention concernant un magnétron.
Il est membre de l'Académie des sciences de Toulouse et de Lyon. Il devient membre de l'académie des Sciences, Belles-Lettres et Arts de Lyon en 1976.
À l'origine du premier cours d'électronique dispensé (1922) en France, il fonde sept prix scientifiques militaires.
Commandant de groupement d'artillerie en 1939, il est fait prisonnier le 25 juin 1940.
Dès sa libération en décembre 1941, il rejoindra le régiment du matériel français et militera dans la résistance.
L'ingénieur Henri Sabatier est affecté à la Section technique de l'Armée de terre dès sa création en 1946.
À partir de 1947, il participe activement à la préparation des « officiers susceptibles de faire la synthèse entre les considérations tactiques des utilisateurs et les considérations scientifiques ou techniques » au sein de l'enseignement militaire supérieur scientifique et technique de l'Armée de terre, organisme qui venait d'être créé.
Henri Sabatier, nommé ingénieur général le 7 juin 1952, est promu commandeur dans l'ordre national du Mérite et dans celui des palmes académiques. Il écrit six cours originaux d'électricité, de téléphonie et de télégraphie sans fil ainsi qu'un cours de mathématiques élémentaires ; il réalise également une quarantaine d'études scientifiques, notamment le premier article paru en France (et probablement à l'étranger[réf. nécessaire]) sur la bombe à uranium, un mois avant qu'elle n'explose sur Hiroshima.
Un amphithéâtre porte son nom dans les locaux de l'enseignement militaire supérieur scientifique et technique situé au sein de l'École militaire à Paris, ainsi que le quartier Général-Sabatier à Lyon.

## Publications
- Henri Sabatier (colonel et ingénieur), Note sur quelques multiples et sous-multiples des unités, Perroux, 1944, 10 p.
- Henri Sabatier, ministère des Armées, L'Orthographe technique : suivie d'une note sur les nouveaux multiples et sous-multiples des unités, X. Perroux et fils, 1947, 64 p.
- Henri Sabatier, Le Morse : étude sur la lecture du son, X. Perroux, 1947, 50 p.
- Henri Sabatier (cl.), La Première unité physiologique absolue : le phone. L'homme, les sons et les bruits, X. Perroux et fils, 1949, 80 p.
- Henri Sabatier (colonel.), Expressions incorrectes, termes impropres ou illogiques et inutiles complications rencontrés en électricité, impr. de X. Perroux et fils, 1950, 56 p.
- Henri Sabatier, La Reconstruction des immeubles d'habitation sinistrés, Urbanisme, 19e année, no  5-6, 1950, 22-24.
- Henri Sabatier (colonel et ingénieur), Ylem et Enerzon : vers une quatrième source d'énergie, 1951, 36 p.
- Henri Sabatier (colonel.), Le Paradoxe du prix Nobel, X. Perroux et fils, 1951, 15 p.
- Henri Sabatier (colonel et ingénieur), La Rédaction des articles techniques ou scientifiques, Anc. Impr. X. Perroux, 1957, 23 p.
- Henri Sabatier (colonel.), Le Centenaire de l'électron, 1962, 16 P.
- Henri Sabatier, Propos hors cours de l'ingénieur général Sabatier, 1978, 95 pages.